# Tragia abortiva
Tragia abortiva är en törelväxtart som beskrevs av Michael George Gilbert. Tragia abortiva ingår i släktet Tragia och familjen törelväxter.
Artens utbredningsområde är Etiopien. Inga underarter finns listade i Catalogue of Life.